# Отворено првенство Београда у тенису 2021.
Отворено првенство Београда у тенису 2021 је такмичење које је планирано да се одржи само једном за колико је и добило лиценцу. Померање Ролан Гароса за недељу дана је разлог одржавања овог турнира. Белгрејд опен је добио статус АТП 250. Игра се на шљаци на тениском терену Новак од 23. маја па до 29. маја 2021.

## Шампиони

### Појединачно
- Новак Ђоковић победио  Алекс Молчан, 6–4, 6–3

### Парови
- Јонатан Ерлих /  Андреј Василевски победили  Андреј Герансон /  Рафаел Матос, 6–4, 6–1

## Појени и новчана награда

### Расподела поена
| категорија  | П   | Ф   | ПФ | ЧФ | 16. коло | 32. коло | К   | К2  | К1  |
| појединачно | 250 | 150 | 90 | 45 | 20       | 0        | 12  | 6   | 0   |
| парови      | 250 | 150 | 90 | 45 | 0        | Н/Д      | Н/Д | Н/Д | Н/Д |

### Новчане награде
| категорија  | П       | Ф       | ПФ      | ЧФ      | 16. коло | 32. коло | К2     | К1     |
| појединачно | €78,795 | €46,290 | €27,290 | €15,595 | €9,025   | €5,275   | €2,580 | €1,340 |
| парови*     | €27,140 | €14,620 | €8,300  | €4,740  | €2,790   | Н/Д      | Н/Д    | Н/Д    |

*по тиму

## Жреб покјединачно

### Носиоци
| држава | играч               | ранг1 | носилац |
| ------ | ------------------- | ----- | ------- |
| SRB    | Новак Ђоковић       | 1     | 1       |
| FRA    | Гаел Монфилс        | 14    | 2       |
| GEO    | Николоз Басилашвили | 31    | 3       |
| FRA    | Адријан Манарино    | 37    | 4       |
| SRB    | Душан Лајовић       | 40    | 5       |
| SRB    | Филип Крајиновић    | 41    | 6       |
| SRB    | Миомир Кецмановић   | 47    | 7       |
| ARG    | Федерико Делбонис   | 50    | 8       |

- 1 Поредак је на дан 17. мај 2021.[2]

### Остаи учесници
Следећи тенисери су добили вајлд карте за главни жреб:
- Пеђа Крстин
- Хамад Међедовић
- Марко Торо

Овај играч је добио специјалну позивницу:
- Артур Риндеркнех

Овај играч је добио позив као замена:
- Фредерико Корија

Следећи играчи су се квалификовали:
- Роберто Карбаљес Баена
- Андреј Мартин
- Алекс Молчан
- Кристофер О'Конел

Следећи играчи су добили улаз као срећни губитници:
- Лукаш Клајн
- Матс Моранг

### Одустали
Пре турнира
- Пабло Андухар → заменио га  Федерико Корија
- Ласло Ђере → заменио га  Матс Моранг
- Филип Крајиновић → заменио га  Лукаш Клајн

Током турнира
- Роберто Карбаљес Баена

## Жреб парова

### Носиоци
| држава | играч            | држава | играч             | позиција1 | носиоци |
| ------ | ---------------- | ------ | ----------------- | --------- | ------- |
| ИНД    | Рохан Бопана     | ХРВ    | Франко Шкугор     | 76        | 1       |
| ФРА    | Фабрис Мартин    | МОН    | Хуго Нис          | 88        | 2       |
| УРУ    | Аријел Бехар     | ЕКВ    | Гонзало Ескобар   | 97        | 3       |
| БРА    | Марсело Демолине | МЕК    | Сантјаго Гонзалез | 105       | 4       |

- Поредак је на дан 18. мај 2021.

### Остали улази
Следећи парови су добили вајлд карте за главни жреб:
- Хамад Међедовић /  Марко Тепавац
- Иван Сабанов /  Матеј Сабанов

### Одустајања
Пре почетка турнира
- Сандер Арендс /  Дејвид Пел → замењен са  Сандер Арендс /  Луис Давид Мартинез
- Раџив Рами /  Џо Салсбери → замењен са  Роберто Карбаљес Баена /  Федерико Корија